# Память (рассказ Пола Андерсона)
«Память» (англ. Memory, первоначальное название — A World Called Maanerek) — научно-фантастический рассказ американского писателя Пола Андерсона, впервые опубликованный в журнале Galaxy Science Fiction в июле 1957 года.

## Сюжет
Торрек живёт на островах в архипелаге доиндустриальной планеты Маанерек. Пять лет назад его без памяти нашли местные жители, за это время он успел стать членом местного клана и готовиться жениться на туземке Сонне.
Неожиданно их похищают странно одетые люди с космического корабля, на борту которого Торреку восстанавливают память. Теперь он снова считает себя офицером Корулом Ваненом и упрекает своё руководство в отправке на планету, где он мог умереть.
Участвовавший в его похищении лейтенант Коан Смит разъясняет ему суть вещей: 
- Корул Ванен — офицер Астро-флота Гегемонии, корабль занят поиском утерянных миров.
- Маанерек — одна из тысяч планет, когда-то принадлежавших ныне распавшейся человеческой Империи. Многие миры деградировали до первобытного уровня. Ныне возродить Новую Империю помимо представляемой экипажем Гегемонии стремится дюжина новых государств (упомянуты Республика, Либертарианская Лига, Королевское братство, Высшие Графства Морлана), каждая из которых имеет собственное представление об устройстве будущего государства.
- Гегемония обладает древней имперской технологией, позволяющей стирать память и использовать воспоминания человека. Благодаря этому было организовано внедрение Ванена в общество Островов, которого забрали через пять лет благодаря внедрённой в организм небольшой дозы радиации.
- Процесс стирания памяти и личности, а также обречённость существования экипажа вдали от родных миров из-за проявляющихся психологических отклонений приводит к снижению преданности Гегемонии и падению дисциплине. С целью избежать этого, экипаж периодически высаживается на заселённых людьми мирах, и на определённой территории уничтожает/насилует местное население.
- Гегемония не может позволить закрепиться на имеющем важное стратегическое значение Маанереке (известном как Кольцо) своим конкурентам, ради чего командиры экспедиции решили разместить гарнизон на наиболее развитом архипелаге (где и жил Торрек), предварительно уничтожив его местное население в качестве острастки и залога сохранения гарнизона (кораблю предстоит отсутствовать пять лет, чтобы прибыть с полноценным подкреплением).

Ванена приводят к его девушке, надеясь получить от неё информацию, которая облегчит искоренение её народа; но Ванен все ещё испытывает к ней сильную симпатию. Чтобы изменить это, её решают подвергнуть лоботомии и передать на изнасилование членам экипажа, среди которых будет и Ванен.
Ванен решает бежать с корабля и находит поддержку в лице корабельного врача Фрейна Хорлама, который и участвовал в восстановлении имперской технологии по стиранию памяти. Вдвоём они силой освобождают Сонну и сбегают с космического корабля, который уничтожают ракетой.
Хотя его воспоминания о том, что он был Торреком, ушли, Ванен готови помочь жителям планеты в технологическом развитие и подготовке к любому вторжению своих бывших соотечественников. Благо у него есть как минимум пять лет на то, чтобы Гегемония обнаружила исчезновение корабля, чья миссия и маршрут ей неизвестны.

## Издания
«Память» впервые вышла в 1957 году научно-фантастическом журнале Galaxy. В 1969 году она вместе с шестью другими произведениями писателя вошла в сборник «За пределами пределов».